# Baruch Praszkier
Baruch Praszkier (hebr. ברוך פרשקר, ur. 1 stycznia 1906, zm. 18 kwietnia 1989) – działacz syjonistyczny, członek Judenratu w getcie łódzkim.

## Życiorys
Baruch Praszkier był działaczem syjonistycznym – działał w łódzkim oddziale Ichudu, jako członek Judenratu w Ghetto Litzmannstadt zarządzał wydziałami Mieszkalnictwa, Aprowizacji, Budownictwa, Kuchen oraz Biura dla Specjalnych Poruczeń, a także zajmował się organizacją magazynowania i porządkowania odzieży przywożonej do getta. Ponadto prowadził warsztat krawiecki i pralnię, zarządzał cmentarzem, był członkiem zarządu kuchni publicznych getta, naczelnikiem okręgu Marysin, w którym podejmowały naukę żydowskie dzieci i gdzie działał ośrodek rolniczy getta. Podlegające Praszkierowi działy odznaczały się znaczącą produktywnością. Rada Żydów postawiła za cel wysoką produktywność getta, w wyniku decyzji jej przewodniczącego Chaima Rumkowskiego, który zaszczepił w mieszkańcach getta przekonanie, że zapewni ona Żydom jak najdłuższe przetrwanie. Baruch Praszkier odpowiadał również za szkolenie Romów z obozu cygańskiego w getcie w celu produkcji słomianych butów, a także pomagał nielegalnie organizować leki i pieczywo chorym i głodnym Żydom.
Praszkier był członkiem komisji przygotowującej, na zlecenie Niemców, list osób przeznaczonych do deportacji z getta do obozów zagłady. W ten sposób wspierał członków organizacji syjonistycznych działających w getcie, usuwając ich z list osób wskazanych do deportacji. W sierpniu 1944 większość mieszkańców getta została deportowana do Auschwitz, z wyjątkiem grupy ponad 600 osób, pracujących w fabryce, w tym Barucha Praszkiera oraz jego syna. W październiku 1944 wysłano ich do Niemiec, gdzie miała zostać utworzona fabryka na bazie sprzętu i robotników z getta, lecz ta nie została w porę ukończona. Praszkier został uwolniony wraz z synem w kwietniu 1945 przez Armię Czerwoną i oboje przeżyli Holokaust.
Wiosną 1946 był sądzony przez Ichud za swoje działania w ramach Judenratu. Został ostatecznie uniewinniony od zarzutu kolaboracji, ponadto uznano jego zasługi dla mieszkańców getta.
Praszkier wyemigrował do Izraela w 1949. W latach 70. XX w. skutecznie zaangażował się w sprowadzenie szczątków Chaima Natana Widawskiego do Izraela.

### Życie prywatne
Matką Praszkiera była Chaja Estera Praszkier. Praszkier ożenił się w getcie w 1941 z Manią Milderman, a w sierpniu 1942 urodził się jego syn, Józef Naftali. Jego syn był jedynym dzieckiem urodzonym w Litzmannstadt Ghetto, które przeżyło Wielką Szperę, tj. wywózkę około 16,5 tys. dzieci i starców do obozu zagłady w Chełmnie nad Nerem.
Baruch Praszkier spoczywa na cmentarzu Kirjat Sza’ul.